# Levante de Bala Hissar
O Levante de Bala Hissar ocorreu, em 5 de agosto de 1979, na fortaleza histórica de "Bala Hissar", no extremo sul de Cabul, capital do Afeganistão. Dela participaram oficiais rebeldes do Exército Nacional do Afeganistão e insurgentes. Em resposta, o governo afegão ordenou um bombardeio aéreo e um ataque de tanques .
O levante foi comandado por Faiz Ahmad do Grupo Revolucionário dos Povos do Afeganistão, uma organização maoísta que se opunha ao regime pro soviético do Partido Democrático do Povo do Afeganistão (PDPA), numa ação conjunta com a Frente Mujahedin de Luta pela Libertação do Afeganistão, um grupo islâmico moderado .
O levante foi sufocado após uma batalha de cinco horas, durante a qual dezenas de maoístas ou presos.